# Speed Master
Speed Master è stata una squadra italiana di motociclismo sportivo, gestita da  Silvio Vercilli e Regalino Iannone, padre del pilota Andrea Iannone che ha debuttato con il team nel 2011, la squadra nasce per sponsorizzare un progetto Brevettato  con nome commerciale WIDO, questo prodotto inventato da  Luciani Massimiliano  consisteva in un casco elettronico con svariate funzioni collegate alla moto, dalla scatola nera con invio di soccorsi  sino alla verifica del corretto utilizzo del Casco, Andrea iannone  nella classe Moto2 del motomondiale é alla guida di una Suter MMXI. In questa stagione Iannone vince il Gran Premio di Spagna, il Gran Premio di Brno e il Gran Premio del Giappone. Ottiene altri tre piazzamenti a podio e chiude al terzo posto in campionato.
Nel 2012 il team partecipa anche alla classe MotoGP con Mattia Pasini alla guida di una ART GP12, mentre in Moto2 viene confermato Iannone equipaggiato di una Speed Up S12. Pasini, dopo aver conquistato tredici punti, viene sostituito dalla squadra all'indomani del Gran Premio d'Aragona. Il suo posto viene preso da Roberto Rolfo che, nelle ultime quattro gare stagionali non ottiene punti. L'esperienza in MotoGP si conclude al quattordicesimo posto in classifica a squadre. In Moto2 Iannone, tornato al telaio Speed Up (già utilizzato nel 2010), ottiene altre due vittorieː al Gran Premio di Catalogna e al Gran Premio d'Italia Con quasi venti punti in più della stagione precedente, si conferma al terzo posto tra i piloti risultando il migliore tra quelli alla guida della S12.
Dal 2013 il team non prende più parte alle competizioni del Motomondiale.

## Risultati del team in MotoGP
Diversamente dalla classifica costruttori, i punti e il risultato finale sono la somma dei punti ottenuti dai piloti della squadra e il risultato finale si riferisce al team, non al costruttore.
| Anno | Moto     | Gomme | Piloti        |    |    |     |    |    |     |    |     |    |     |     |    |     |    |    |    |     |     | Punti | Pos. |
| ---- | -------- | ----- | ------------- | -- | -- | --- | -- | -- | --- | -- | --- | -- | --- | --- | -- | --- | -- | -- | -- | --- | --- | ----- | ---- |
| 2012 | ART GP12 | B     | Mattia Pasini | 17 | 14 | Rit | 12 | 17 | Rit | 10 | Rit | 15 | Rit | Rit | 16 | Rit | 16 |    |    |     |     | 13    | 14º  |
| 2012 | ART GP12 | B     | Roberto Rolfo |    |    |     |    |    |     |    |     |    |     |     |    |     |    | 16 | SQ | Rit | Rit | 13    | 14º  |

| Legenda | 1º posto        | 2º posto            | 3º posto            | A punti      | Senza punti        | Grassetto – Pole position Corsivo – Giro più veloce |
| Legenda | Gara non valida | Non qual./Non part. | Ritirato/Non class. | Squalificato | '-' Dato non disp. | Grassetto – Pole position Corsivo – Giro più veloce |